# 印度边境道路建设局

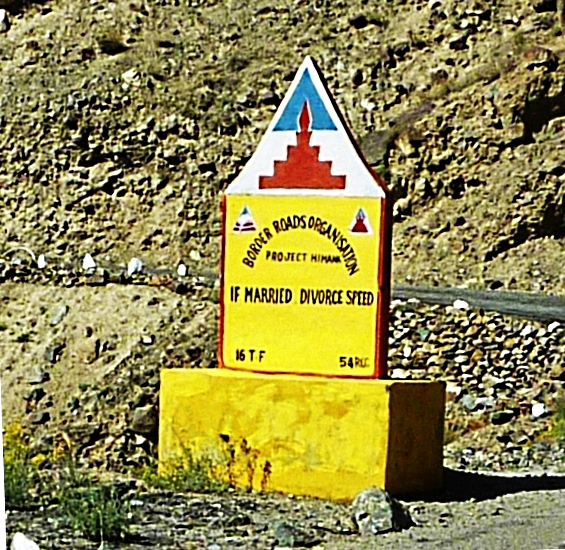
拉达克的Himank项目的公路路碑

印度边境道路局（BRO）负责开发与维护边境地区的道路网。人员从印度陆军工程兵部队，印度陆军的电气机械工程师，印度陆军后勤部队、宪兵、额外的地区部署的陆军人员中抽调。行政人员来自边界道路工程局和隶属于总预备工程师（GREF）。目前，边境道路局业务分布在21个邦、1个联邦地区（安达曼-尼科巴群岛）、阿富汗、不丹、缅甸、斯里兰卡。边境道路局运维32,885 km公路和约12,200m长的永久桥梁。由边境道路总局长（DGBR）领导。

## 历史
1960年5月7日，印度总理贾瓦哈拉尔·尼赫鲁设立了边境道路建设局，负责保卫与开发北部、东北部边境的基础设施。
为保障项目的协调与执行，印度政府设立边境道路开发会议(BRDB)，印度总理任会议主席，国防部长任副主席，财政部长、交通部长等内阁部长、陆军部长、空军参谋长、总工程师、边境道路总局长（DGBR）为会议成员。
过去，边境道路局还接受道路運輸及公路部的资助.